# Elkhonon Goldberg
Elkhonon Goldberg (ur. 1946 w Rydze) – neuropsycholog i neurobiolog, zajmujący się głównie zagadnieniem lateralizacji ludzkiego mózgu. Jego nauczycielem był Aleksander Łuria.

## Prace
- Elkhonon Goldberg. Contemporary Neuropsychology and the Legacy of Luria, Hillsdale, NJ: Lawrence Erlbaum, 1990. ISBN 978-0-8058-0334-1
- Elkhonon Goldberg. The Executive Brain: Frontal Lobes and the Civilized Mind, NY: Oxford University Press, 2001; paperback 2002. ISBN 978-0-19-515630-0
- Elkhonon Goldberg. The Wisdom Paradox: How Your Mind Can Grow Stronger As Your Brain Grows Older, NY: Penguin, 2005; paperback 2006. UK edition: Free Press, Simon & Schuster, 2005. ISBN 1-59240-187-2